# Alice (groupe)
Pour les articles homonymes, voir Alice.
Alice est un groupe de rock progressif français formé en 1970. Il est composé de musiciens jouant presque tous de plusieurs instruments et proposant une musique variée inspirée notamment par Jethro Tull ou King Crimson,, mais aussi la musique classique européenne et la folk sud-américaine.

## Carrière
C'est en octobre 1969, lors du festival Actuel à Amougies en Belgique, que Jean-Pierre Auffredo et Claude Olmos, du groupe Alan Jack Civilization, font la connaissance des musiciens de We Free, Sylvain Duplan et Jean Falissard. Ils rencontrent ensuite Alain Suzan en décembre au festival de pop music de Blois organisé par Rock & Folk.
Ils choisissent le nom « Alice » en référence au roman Les Aventures d'Alice au pays des merveilles de Lewis Carroll, qui est aussi la source d'inspiration de la chanson De l'autre coté du miroir, leur premier single publié chez BYG Records (le label d'Alan Jack). Il composent ensuite la musique du film Alyse et Chloé.
Après un second 45 tours, Claude Olmos et Jean Falissard quittent le groupe. Ils sont remplacés respectivement par Bruno Besse (ex-We Free) et Alain Weis (ex-Devotion). Ils enregistrent alors leur premier album homonyme. Mais le label étant confronté à des  difficultés financières, le groupe se sépare après un 3e single.
Alain Suzan reforme Alice avec Alain Weiss, Luc Bertin, Paul Semama et l’anglais Ian Jelfs. Le groupe enregistre son deuxième album, entièrement composé par Alain Suzan, au château d'Hérouville. Celui-ci sort chez Polydor en 1972 sous le titre Arrêtez le monde. Sans plus de réussite qu'avec le précédent, Alice se sépare définitivement.
Après son départ du groupe, Claude Olmos rejoint le groupe Magma. Jean Falissard, Sylvain Duplan et Jean-Pierre Auffredo jouent ensemble dans Abracadabra. Alain Suzan, Paul Semama, Luc Bertin, Alain Weiss, Ian Jelfs puis Jean-Pierre Auffredo se retrouvent sur les albums de William Sheller entre 1975 et 1977. Alain Suzan compose ensuite pour différents artistes et tente une carrière solo, enregistrant plusieurs 45 tours et un album. Bruno Besse accompagne notamment Vince Taylor, Jean-Michel Caradec, et Au Bonheur des dames. Paul Semama sort trois singles, joue en live avec Renaud, puis se consacre à la production, créant le studio Belleville. Ian Jelfs forme Cool Rock avec Jean-Louis Aubert, joue avec Graeme Allwright et Alain Bashung et compose pour sa compagne Valérie Lagrange. Alain Weiss accompagne Johnny Hallyday et rejoint Magma.

## Musiciens
- Jean-Pierre Auffredo : chant, hautbois, flûte, saxophone, violon, guitare
- Sylvain Duplan : basse, guitare, chant
- Claude Olmos : guitare
- Jean Falissard : batterie
- Alain Suzan : claviers, basse, guitare, chant
- Bruno Besse : guitare, percussions, vibraphone
- Alain Weiss : batterie
- Luc Bertin : claviers
- Paul Semama : guitare, chant
- Ian Jelfs : guitare

## Discographie

### Albums
- 1971 : Alice (BYG)
- 1972 : Arrêtez le monde (Polydor)

### Singles
- 1970 : De l'autre coté du miroir / Viens (BYG)
- 1970 : Le nouveau monde / Que pouvons nous faire ensemble ? (BYG)
- 1971 : Je voudrais habiter le soleil / Il viendra (BYG)
- 1972 : Arrêtez le monde / Le roseau (Polydor)
- 1972 : Quelqu'Un Qui T'Aime / Franky L'Oiseau (Polydor)